# 曾维新
阮曾维新（1995年8月15日—），艺名曾维新，是越南男歌手和音乐制作人，曾获得贡献奖。他是已故音乐家、通信文化部部长陈桓的侄子，也是男歌手阮松阳的表弟。此外，他目前还是娱乐公司Big Arts Entertainment的音乐制作总监。